# Pistacia atlantica
Pistacia atlantica là một loài thực vật có hoa trong họ Đào lộn hột. Loài này được Desf. miêu tả khoa học đầu tiên năm 1799.

## Hình ảnh

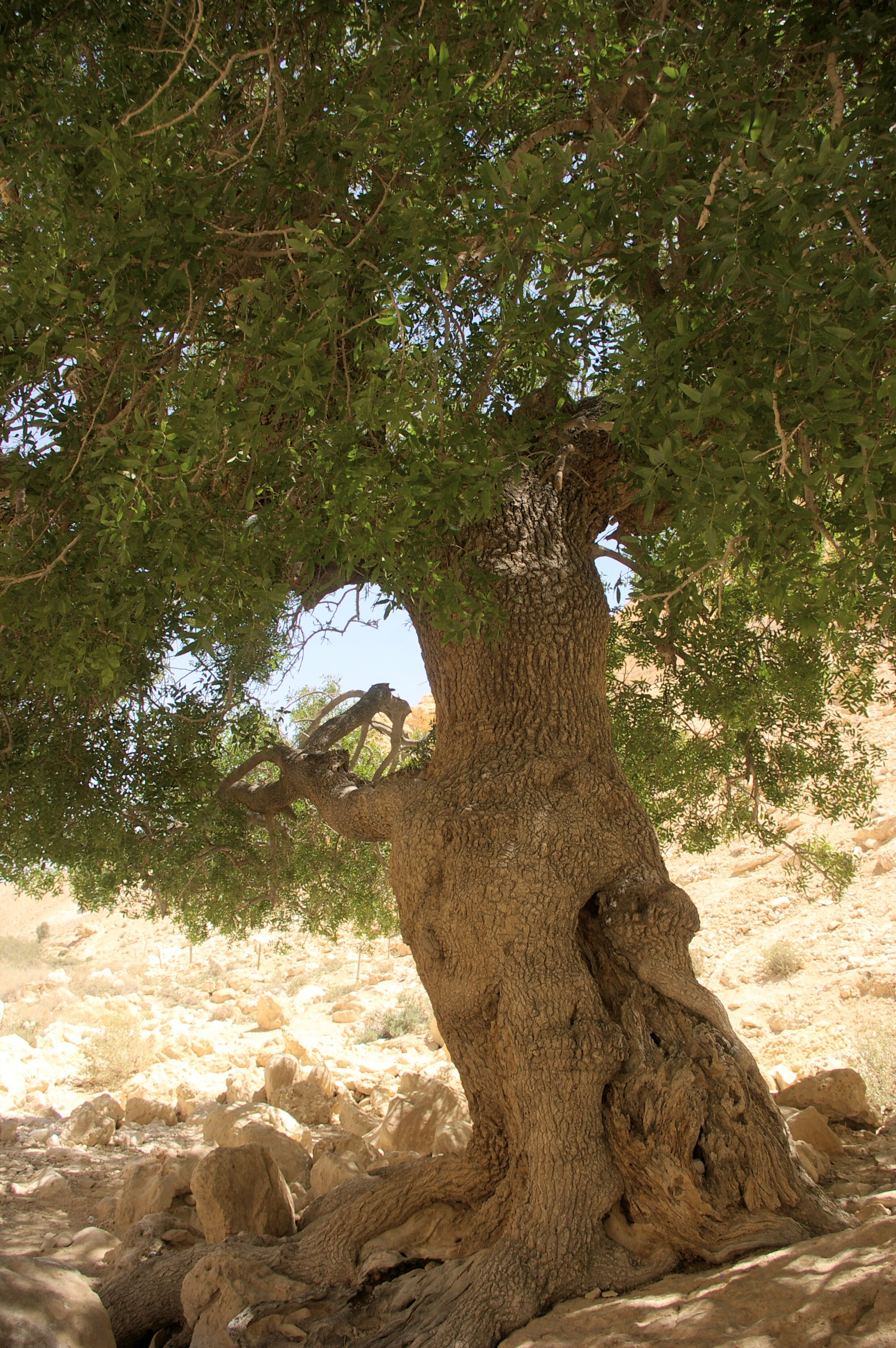
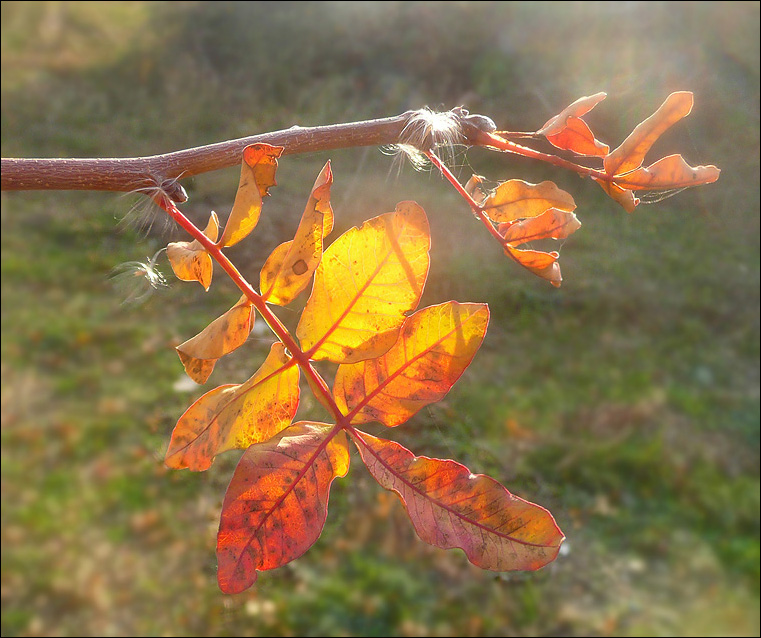
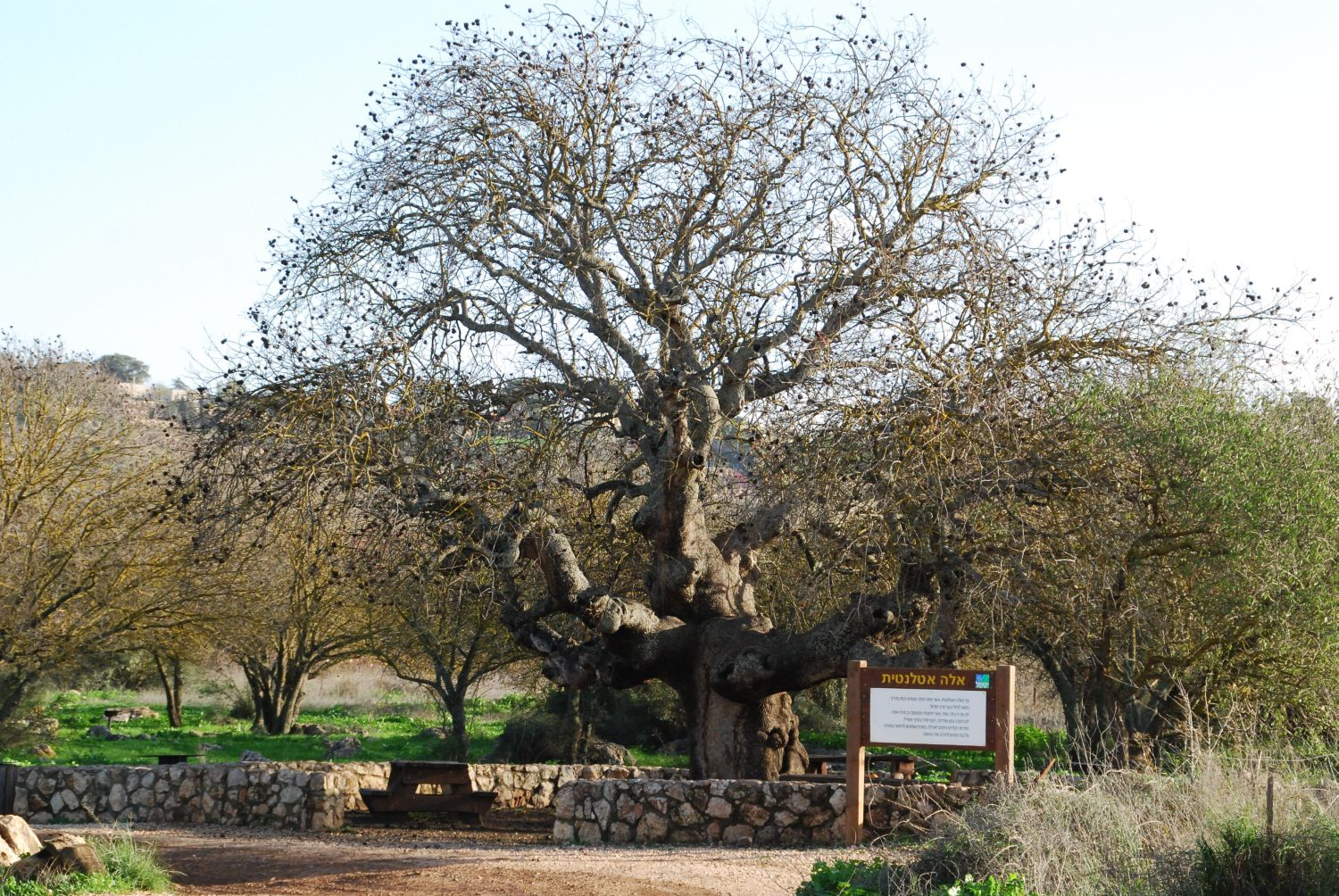